# Xystochroma femoratum
Xystochroma femoratum är en skalbaggsart som beskrevs av Dilma Solange Napp och Martins 2005. Xystochroma femoratum ingår i släktet Xystochroma och familjen långhorningar. Inga underarter finns listade i Catalogue of Life.